# Eucera virgata
Eucera virgata är en biart som först beskrevs av Cockerell 1905.  Eucera virgata ingår i släktet långhornsbin, och familjen långtungebin. Inga underarter finns listade i Catalogue of Life.